# 1830年9月17日日食
1830年9月17日日食为一次在协调世界时1830年9月17日出現的日偏食。該次日食食分為0.3930。

## 概述
這次日食的食分是0.3930。

## 基本參數
- 類型：日偏食
- 食甚資料：
  - 日期：1830年9月17日
  - 時間：2時8分12秒
  - 地點：72N 116W
  - 食分：0.3930

## 外部連結
- NASA日食專頁（页面存档备份，存于）（英文）